# Metalicita
Metalicita v astronomii vyjadřuje, jaký je v dané hvězdě nebo jiném systému obsah těžších prvků vzhledem k obsahu vodíku a helia. Metalicita se však nemusí zjišťovat jen u hvězd, i když toto je nejčastější – má smysl mluvit i o metalicitě hvězdokup, galaxií nebo i celého vesmíru.
Pojem metalicita svádí k představě, že se jedná jen o množství kovových prvků. V astronomii se však v tomto významu za „kovy“ považují všechny prvky mimo vodíku a helia, tedy například i nekovy kyslík nebo uhlík.

## Vztah metalicity a stáří systému
Vzhledem k tomu, že prakticky všechny tyto těžší prvky vznikly až při vývoji hvězd, vyjadřuje jejich zastoupení stáří daného systému. Například nejstarší hvězdy v raných fázích vývoje vesmíru byly hvězdy hypotetické populace III, které byly složeny prakticky jen z vodíku a helia. Mladší hvězdy patří k populaci II. Naše Slunce patří k nejmladší generaci hvězd populace I, a proto obsahuje poměrně velké množství těžších prvků.
Hvězdy populace I jsou koncentrovány v galaktickém disku, zatímco hvězdy populace II v galaktickém halu.
Metalicita Slunce je přibližně 1,6 hmotnostních %. V Galaxii roste metalicita směrem k jejímu centru.